# Исаак Трокский
Исаак Трокский (Ицхак бен Авраам Троки; 1533, Троки—1588/1594, там же) — караимский теолог-полемист, писатель.
Исаак Трокский прежде всего известен как автор полемического произведения «Хиззук Эмуна» (др.-евр. חיזוק אמונה‬ - «Укрепление веры»), которое вызвало значительный интерес у французских энциклопедистов, в том числе Вольтера. По мнению А. Кефели, эта книга была использована французскими мыслителями-демократами и во многом подготовила почву для французской буржуазной революции.

## Биография
О жизни Исаака Трокского известно немного. Ицхак бен Авраам родился в 1533 в городе Троки в Литве в зажиточной караимской семье. Традиционное теологическое образование в области древнееврейского языка и литературы он получил у караима Цефании бен Мордехая (צפניה בן מרדכי / Zephaniah ben Mordecai).
Кроме этих дисциплин, он овладел и светскими науками, в том числе польским языком и латынью. Это позволило ему прекрасно изучить также христианскую догматику и принимать, таким образом, участие в религиозных дискуссиях не только с высшими чинами римско-католической, протестантской и греческой православной церквей, но также и социнианской и других сектантских религиозных общин.

Он упоминает о своих многочисленных теологических дискуссиях со священниками, землевладельцами, видными чиновниками и известными учеными, и вообще с каждым, кто выражал желание поспорить: 
Поскольку мне в моей юности представилась возможность прочесть и понять многие сочинения [других] народов на их собственных языках, сблизиться с князьями и видными людьми при их дворах и во дворцах, я мог познакомиться с заблуждениями в сочиненных ими текстах, услышать, как они утверждают неверные взгляды, разделяют диковинные мнения и надуманные гипотезы, и вообще ведут многие неразумные речи.
«Плодом» этих контактов, и одновременно начитанности Исаака Троки в христианской богословской и анти-еврейской литературе, стало создание полемического трактата «Хиззук Эмуна» (др.-евр. חיזוק אמונה‬ - «Укрепление веры»), который свидетельствует о внимательном знакомстве Исаака Троки с текстами, публиковавшимися лидерами польской Реформации.

## Главное произведение
Трактат «Хиззук Эмуна» («Укрепление веры», «Утверждение веры»), написанный в 1593 году, является наиболее известным произведением Исаака Трокского. Работа представлена в двух томах (первый том — это апология караимизма, а второй — критика христианства), и в общей сложности состоит из 99-ти глав. Поскольку Исаак Трокский не успел закончить своего произведения, трактат «Хиззук Эмуна» был завершён его учеником, Иосифом Малиновским Троки, который составил предисловие и индекс на основании письменных записок автора и его устных замечаний.
Этот труд пользуется исключительным читательским успехом как у 
караимов и  раввинистов, так и — в трёх переводах — у христиан. Возможно, он действительно представлял собой письменную фиксацию реальных диспутов автора с христианами, но нельзя исключить и того, что он явился плодом кабинетного труда, с исчерпывающей полнотой отразившим критические выпады и аргументацию обеих сторон.
Эта работа сразу же завоевала популярность, поскольку одновременно убедительно обосновывала догматику караимской веры и проводила спокойный и рассудительный анализ «уязвимых мест» христианской догматики. Примечательна проявляемая Исааком из Трок осведомлённость в догматических различиях, существующих между католиками и протестантами.
Изложение начинается с опровержения того, что Иисус из Назарета был Мессией, предсказанный пророками:
1. происхождение: Мессия — потомок Давида (при условии, что Иосиф происходит от семени Давида, что более чем сомнительно, так как Иосиф был бы приёмным отцом Иисуса);
2. действия Иисуса, который сказал: «Не думайте, что Я пришел принести мир на землю; не мир пришел Я принести, но меч, ибо Я пришел разделить человека с отцом его, и дочь с матерью её, и невестку со свекровью её»[2]. Тора ожидает Мессию, действующего противоположно этим словам;
3. период, когда жил Иисус — это не последние дни;
4. обещания, связанные с приходом Мессии не были выполнены (пришествие Мессии принесёт мир и справедливость).

Опираясь на философские аргументы, Исаак Троки ставит под сомнение божественность Иисуса.
Это произведение было старательно скопировано заинтересованными еврейскими учёными, некоторые из которых пытались изменить работу в свете своих собственных взглядов и убеждений. В 1681 году немецкий гебраист Иоганн Криштоф Вагензайль (1633—1705) опубликовал работу с сопроводительным латинским переводом «Tela ignea Satanae» (Огненные стрелы сатаны) и собственными комментариями, направленными против караимской веры. Однако эта публикация имела обратный эффект и привела к популяризации трактата в западноевропейских интеллектуальных кругах, в первую очередь среди французских гуманистов и антиклерикалов. Подготовленный Вагензайлем древнееврейский текст был в 1705 году перепечатан еврейским печатным двором в Амстердаме, а в 1717 году издан в переводе на идиш. Английский перевод впервые осуществлён в 1851 году Мозесом Мокаттой ограниченным тиражом в Лондоне, немецкое издание с видоизменённым древнееврейским текстом появилось в начале 1870-х годов.
Частичный перевод на русский язык осуществлён газзаном Авраамом Кефели в 2005 году.

## Прочие произведения
Перу Исаака Трокского принадлежат также упоминаемые Симхой Луцким произведения:
- трактат о новолунии,
- литургические стихи (пиюты), некоторые из которых были включены в молитвенные ритуалы караимов.